# Alexandra Schiffer
Alexandra Schiffer, bürgerlich Alexandra Christl (* 1982 in München) ist eine deutsche Schauspielerin und Kunsthistorikerin.

## Leben
Alexandra Schiffer ist die Tochter von Michaela May und Jack Schiffer und Schwester von Lilian Schiffer. Sie studierte in London Kunstgeschichte. Sie ist mit dem Investmentbanker Thomas Christl verheiratet, hat drei Kinder und arbeitet für Sotheby’s in London als Spezialistin für Impressionismus und Moderne Kunst.

## Filmografie (Auswahl)
- 1993: Zwei Halbe sind noch lange kein Ganzes (Fernsehserie, 13 Folgen)
- 1994: Unsere Schule ist die Beste (Fernsehserie, 2 Folgen)
- 1995–1998: Hallo, Onkel Doc! (Fernsehserie, 2 Folgen)
- 1996: Der Bulle von Tölz: Tod am Altar (Fernsehserie, 1 Folge)
- 1996: Männer sind was Wunderbares (Fernsehserie, 2 Folgen)
- 1998: Der Bergdoktor (Fernsehserie, 1 Folge)
- 1998: Ärzte (Fernsehserie, 1 Folge)
- 1998: Papa, ich hol’ dich raus (Fernsehfilm)
- 1999: Unser Lehrer Doktor Specht (Fernsehserie, 3 Folgen)
- 1999: Am Anfang war der Seitensprung (Fernsehfilm)
- 2001/2002: Utta Danella – Der blaue Vogel (Fernsehserie, 2 Folgen)
- 2003/2006: SOKO München (Fernsehserie, 2 Folgen)
- 2007: Der Komödienstadel: Alles fest im Griff
- 2010: Eine Sennerin zum Verlieben (Fernsehfilm)

## Hörspiele (Auswahl)
- 1995: Eva Polak: Die Schnapsidee (Wiebke) – Regie: Eva Demmelhuber (Original-Hörspiel, Kinderhörspiel – BR)